# Claudiu Marin

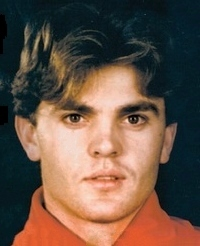
Claudiu Marin im Jahr 1992

Claudiu Gabriel Marin (* 23. August 1972 in Munteni, Kreis Galați) ist ein ehemaliger rumänischer Ruderer. Er gewann eine olympische Silbermedaille, bei Weltmeisterschaften erruderte je einmal Gold, Silber und Bronze.

## Sportliche Karriere
Claudiu Marin gewann bei den Junioren-Weltmeisterschaften 1990 die Goldmedaille im Vierer mit Steuermann.
1992 erreichte der rumänische Achter mit Iulică Ruican, Viorel Talapan, Vasile Năstase, Claudiu Marin, Dănuț Dobre, Valentin Robu, Vasile Măstăcan, Ioan Vizitiu und Steuermann Marin Gheorghe das Finale bei den Olympischen Spielen 1992 in Barcelona. Mit 0,14 Sekunden Rückstand auf die kanadische Crew und 1,22 Sekunden Vorsprung vor den drittplatzierten Deutschen gewannen die Rumänen die Silbermedaille.
1995 bei den Weltmeisterschaften in Tampere belegte der rumänische Achter den fünften Platz. Bei den Olympischen Spielen 1996 in Atlanta trat Marin in zwei Bootsklassen an. Claudiu Marin, Dorin Alupei, Dimitrie Popescu und Vasile Măstăcan belegten den fünften Platz im Vierer ohne Steuermann mit über einer Sekunde Rückstand auf die Viertplatzierten. Marin und Alapei ruderten auch im rumänischen Achter, der als Sieger des B-Finales den siebten Platz in der Gesamtwertung belegte. Die Weltmeisterschaften 1996 in Strathclyde fanden nur in den nichtolympischen Bootsklassen statt. Viorel Talapan, Claudiu Marin, Dorin Alupei, Iulică Ruican und Steuermann Alexei Raducanu erkämpften den Titel im Vierer mit Steuermann mit einer Sekunde Vorsprung vor den Tschechen. Bei den Weltmeisterschaften 1997 auf dem Lac d’Aiguebelette erruderte die rumänische Achter-Mannschaft die Silbermedaille mit einer halben Sekunde Rückstand auf den Achter aus den Vereinigten Staaten. Dorin Alupei, Claudiu Marin, Cornel Nemțoc und Florian Tudor traten außer im Achter auch mit dem Vierer ohne Steuermann an und erhielten die Bronzemedaille hinter den Briten und den Franzosen, aber knapp vor den Slowenen.